# Lago di Quarto
Il lago di Quarto è un invaso ubicato nell'alto Appennino cesenate tra i territori comunali di Bagno di Romagna e Sarsina; è il secondo lago per dimensioni e per importanza della provincia di Forlì-Cesena dopo Ridracoli.

## Descrizione
Il lago di Quarto si è formato in seguito alla frana dell'altura denominata Montalto, nel 1812. La frana naturale causò la morte di 18 persone, sommergendo una vasta area agricola. Lo sbarramento del fiume da parte della frana portò - secondo le cronache del tempo - a un periodo di secca di quasi un mese lungo la valle. Il lago prese il nome dell'omonima località del comune di Sarsina; ha una forma a L, le cui estremità corrispondono all'immissione dei due principali corsi d'acqua che vi entrano: il Savio (nel segmento corto) e il torrente la Para (nel segmento lungo).
La caratteristica composizione delle rocce, in particolare marne, riscontrabili soprattutto nel bacino del fiume Savio, causò la loro progressiva sedimentazione sul fondo del lago.
Nel 1925, quando ormai il bacino del lago poteva dirsi quasi completamente interrato, la "Società Elettrica Alto Savio" (SIDAS), pensò di sfruttare le risorse idriche del lago per la produzione di energia elettrica. Nel 1922 furono costruite una diga ed una centrale idroelettrica. Al termine della costruzione della diga, il lago artificiale, al livello di massimo invaso, aveva un'estensione dello specchio liquido di 0,87 km² ed un volume d'acqua di 4,50 milioni di m³.
Attualmente il lago artificiale, al livello di massimo invaso, ha un'estensione dello specchio liquido di 0,11 km² ed un volume d'acqua di 0,35 milioni di m³. Le sponde del bacino mostrano affioramenti rocciosi solo nella zona più prossima allo sbarramento, mentre in tutta la restante parte sono ricoperte da un'abbondante proliferazione di canna lacustre (Phragmites australis), che occupa il 70% dell'area totale.
Le acque vengono sfruttate nella sottostante centrale Enel di Quarto che produce annualmente circa 13 milioni di kWh, pari al fabbisogno di circa 5.000 famiglie.

## Piante e animali

### Flora
Il lago di Quarto è uno degli ambienti di maggior interesse naturalistico della Valle del Savio. Sulle sponde del lago la vegetazione è molto ricca di piante meravigliose.

In prossimità delle acque sorgono vasti boschi igrofili costituiti da ontano nero, pioppo bianco e nero, varie specie di salici. Lungo le rive si estendono vaste distese di canneti, tifeti dominati da Typha latifolia e giuncheti, querce e pioppi molto alti, pini e vari arbusti: ginepri e ginestre. Attorno al lago vi è anche una macchia di cipressi. 

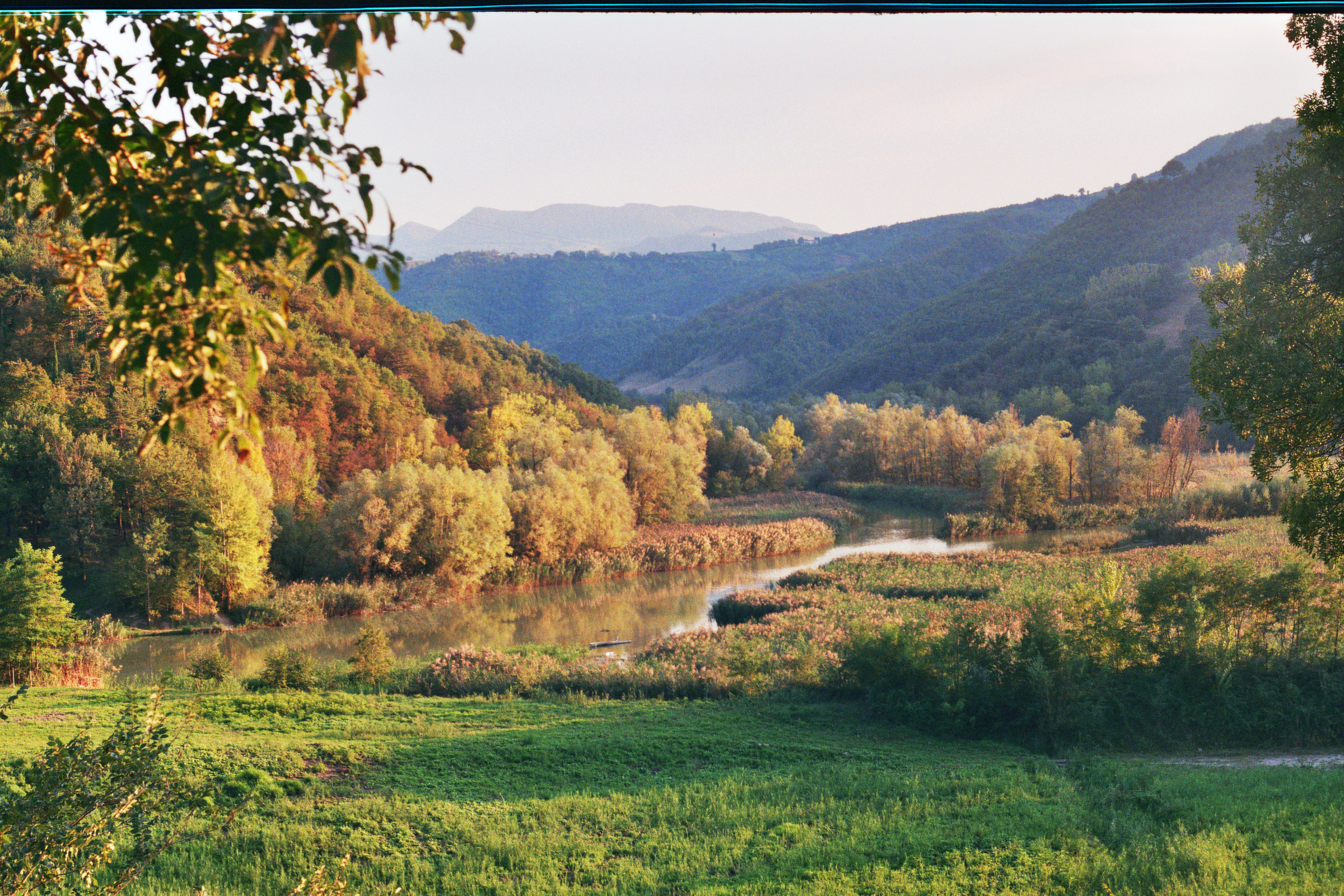

Le piante meno comuni che si trovano sono:
- Felce Aquilina (Steris Aquilina)
- L’erba Lucciola (Luxula Maxima)
- Giglio Rosso (Lilium Bulbiferum)

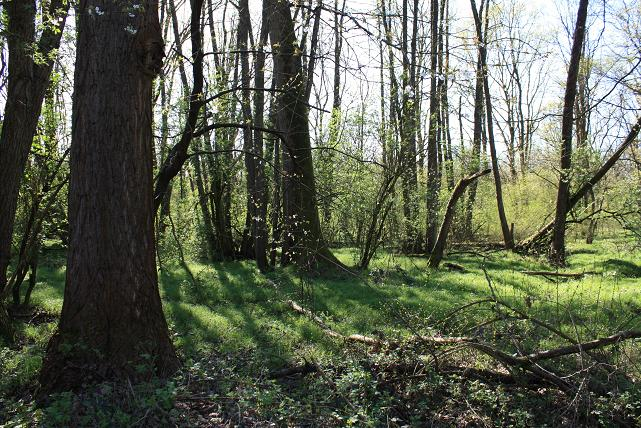

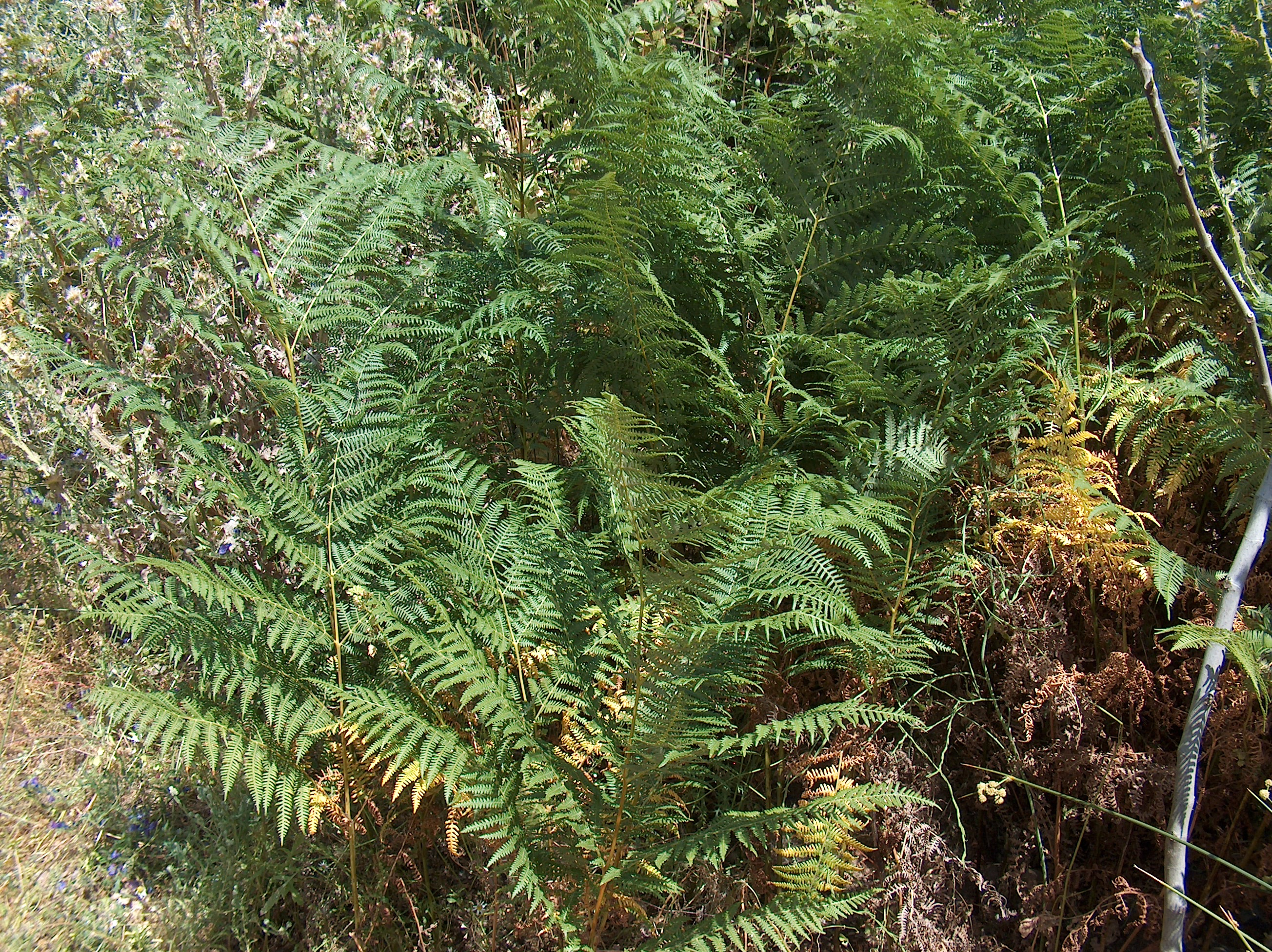

- Ginepro Rosso (Juniperus Oxycedrus)
- Primavera Gialla (Primula Acaulis)
- Salvia Glutinosa (Glutinous Sage)
- Gentiana Ciliata (Gentianopsis Ciliata)
- Convallaria Polygonatum (Convallaria Polygonatum)
- Laureola (Daphne Laureola)
- Fiordaliso (Cyanus Segetum)
- Eringio Violetto (Eryngium Amethystinum)
- Ginestra dei Carbonai (Spartium Scoparium)
- Garofani Pennini (Dianthus Plumarius)
- Androsemo (Ilypericum Undrosemun)
- Roberta (Geranium Robertianum)

Piante Specifiche:

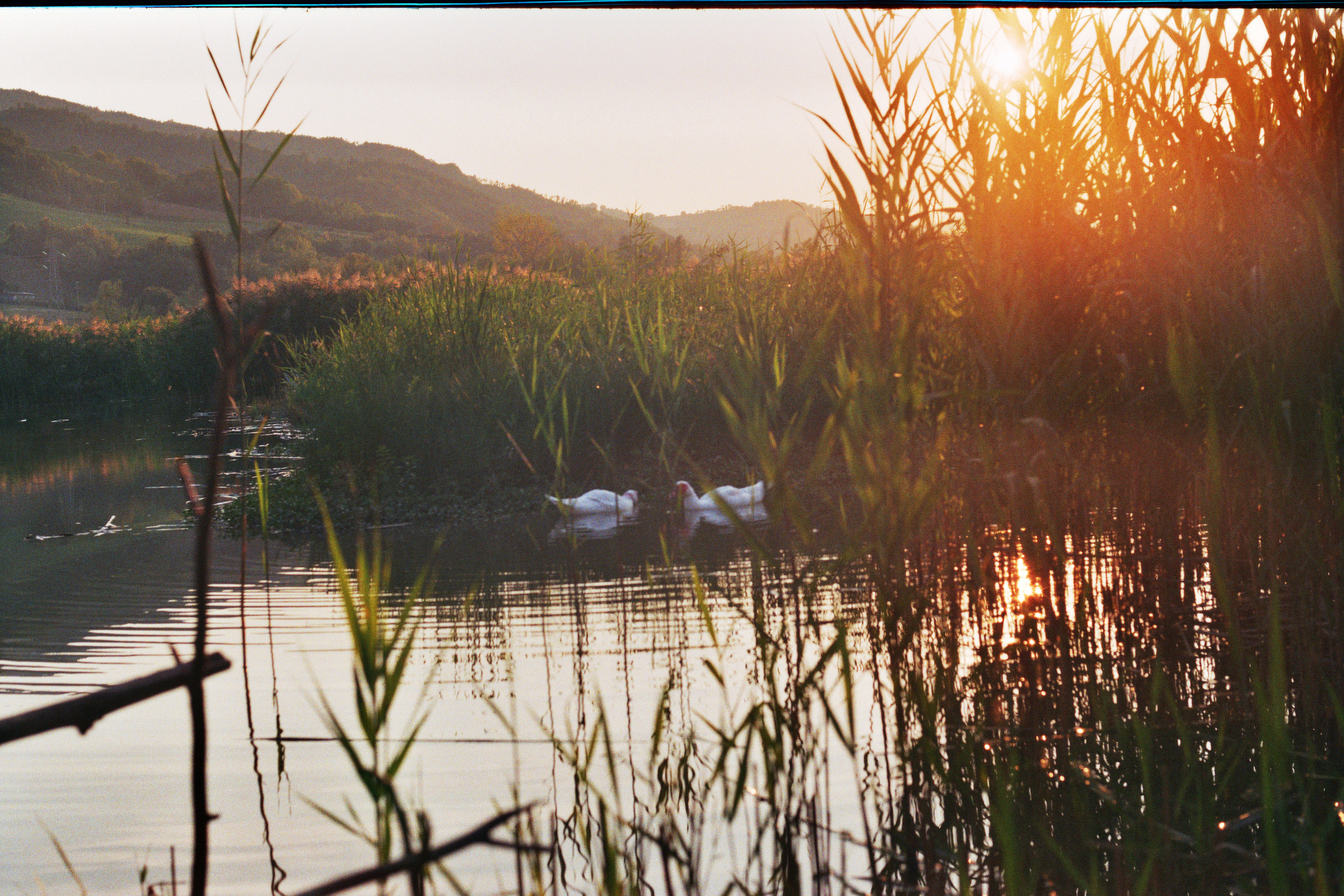

- Falasco. È un’erba verde che cresce sulle sponde, ma anche in mezzo all’acqua del lago.
- Giunchi. Quest’erba non è molto alta, ma si trova in grande quantità sulle sponde.

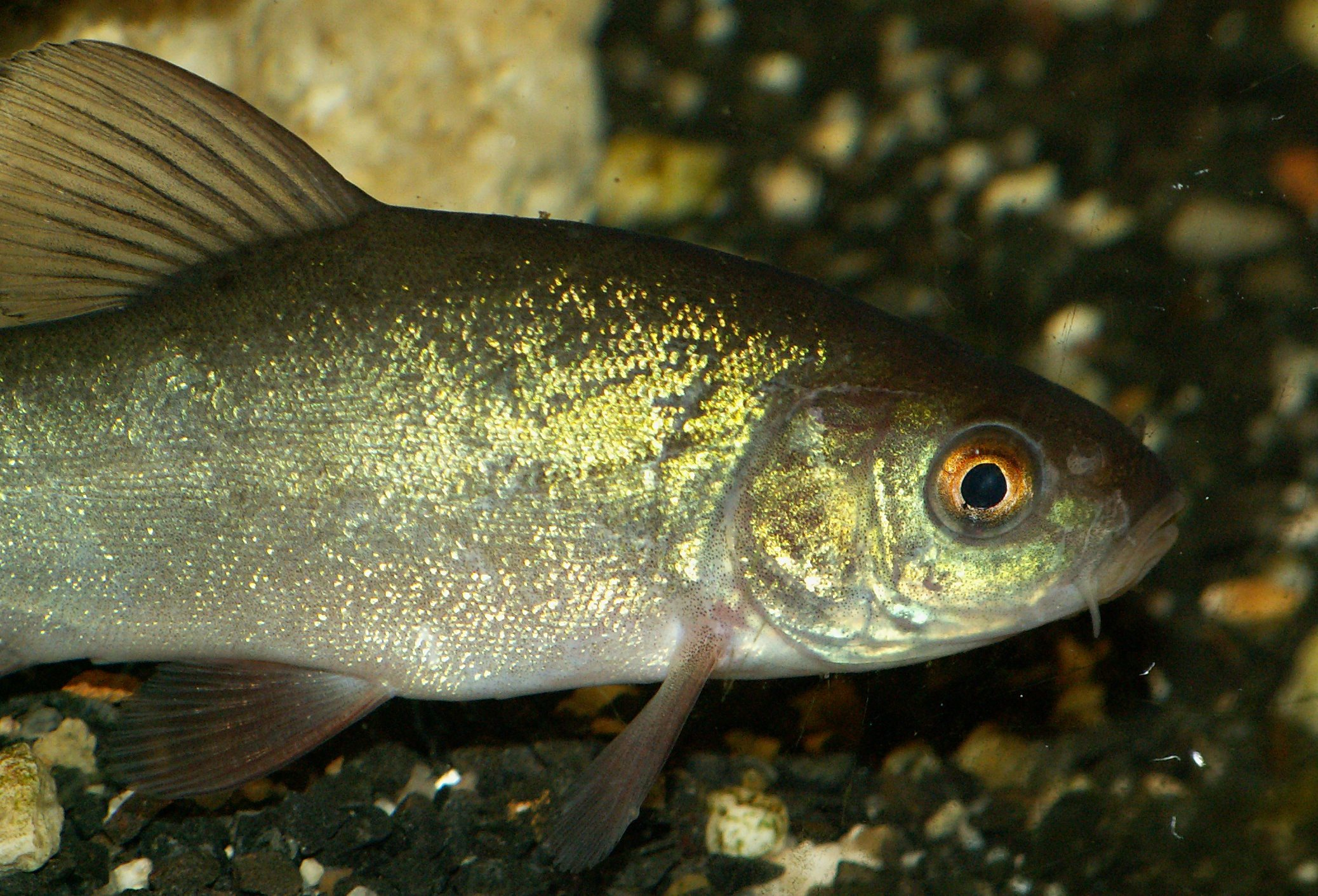

- Canna. Di solito lunga 4 metri e che si trova in grandissime quantità sul lago.
- Alga. Nel lago vi sono dei vasti banchi di alghe. Tutte queste piante vivono in mezzo all’acqua.
- Felce Maschio. Cresce dove c’è fresco e umido.
- Coda di Cavallo. Cresce dove c’è melma e fango, cioè sulle sponde.

### Fauna
La fauna è quella tipica delle paludi: molte specie di uccelli nidificanti come il Germano reale, la Folaga, la Gallinella d’acqua, il Porciglione, il Martin pescatore; frequente è l’avvistamento dell’Airone cenerino.
Sono presenti in buona quantità Storni, Beccacce e Beccaccini che si nutrono di vermi e insetti; il Gabbiano è un uccello che viene dal mare ed è molto docile, lo possiamo chiamare il re del lago. Le Anatre selvatiche passano qui di solito due volte all’anno: in autunno ed in marzo.
Nelle acque del lago vi sono varie specie di pesci:
- Tinca: Vive in profondità ed è molto diffusa; mangia soprattutto il lombrico.
- Pesce Gatto. È molto vorace e grosso. Si nutre esclusivamente di altri pesci più piccoli.
- Lasca. È un pesce che vive a mezzo metro di profondità molto diffuso nel nostro lago.
- Carpa. La carpa è di tre tipi: Carpa a specchio, Reina, “Bagiggio”.
- Barbo (Cyprinus barbus). Vive nei gorghi e specialmente nei punti in cui l’acqua è bassa.
- Luccio. Viene chiamato da noi il pescecane delle acque dolci perché è molto vorace e grosso.
- Anguilla (Murena). Vive nel fondo melmoso del nostro lago.
- Cavedani. Pesci presenti in poca quantità ma molto grossi.

Sono presenti, fra gli Anfibi, la Raganella arborea e il Rospo comune, fra i rettili, la Natrice dal collare. Molti insetti acquatici popolano le acque del lago: le agili Libellule, moltissime zanzare e moltissimi Coleotteri acquatici.
La bella foresta di pino nero che sovrasta il lago, sorta sulle pendici che evidenziano ancora il vasto movimento franoso, è il migliore esempio di bosco ricostruito dall’opera di rimboschimento effettuata dall’uomo. 

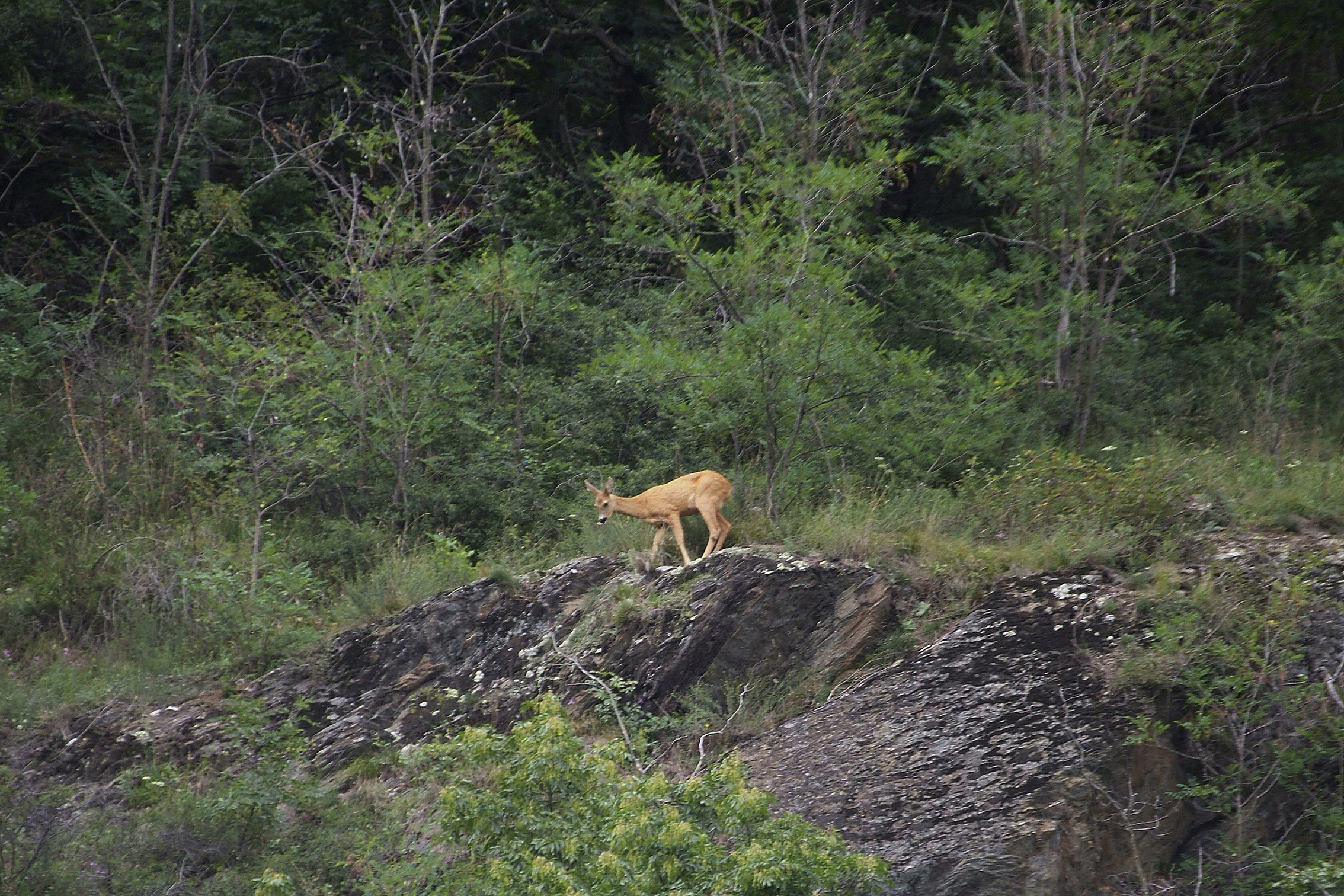

La pineta è l’habitat ideale dei seguenti animali:
- Capriolo: Mammifero artiodattilo ruminante ascritto alla famiglia dei Cervidi.
- Gufo: Strigiformi appartenenti alla famiglia degli Strigidi precisamente delle specie Bubo, Asio e Strix.
- Allocco: specie di gufo sempre appartenente alla famiglia degli Strigidi.
- Poiana: genere degli uccelli Falconiformi appartenente alla famiglia Accipitridi.
- Vipera: genere dei rettili squamati appartenente alla famiglia dei Viperidi.

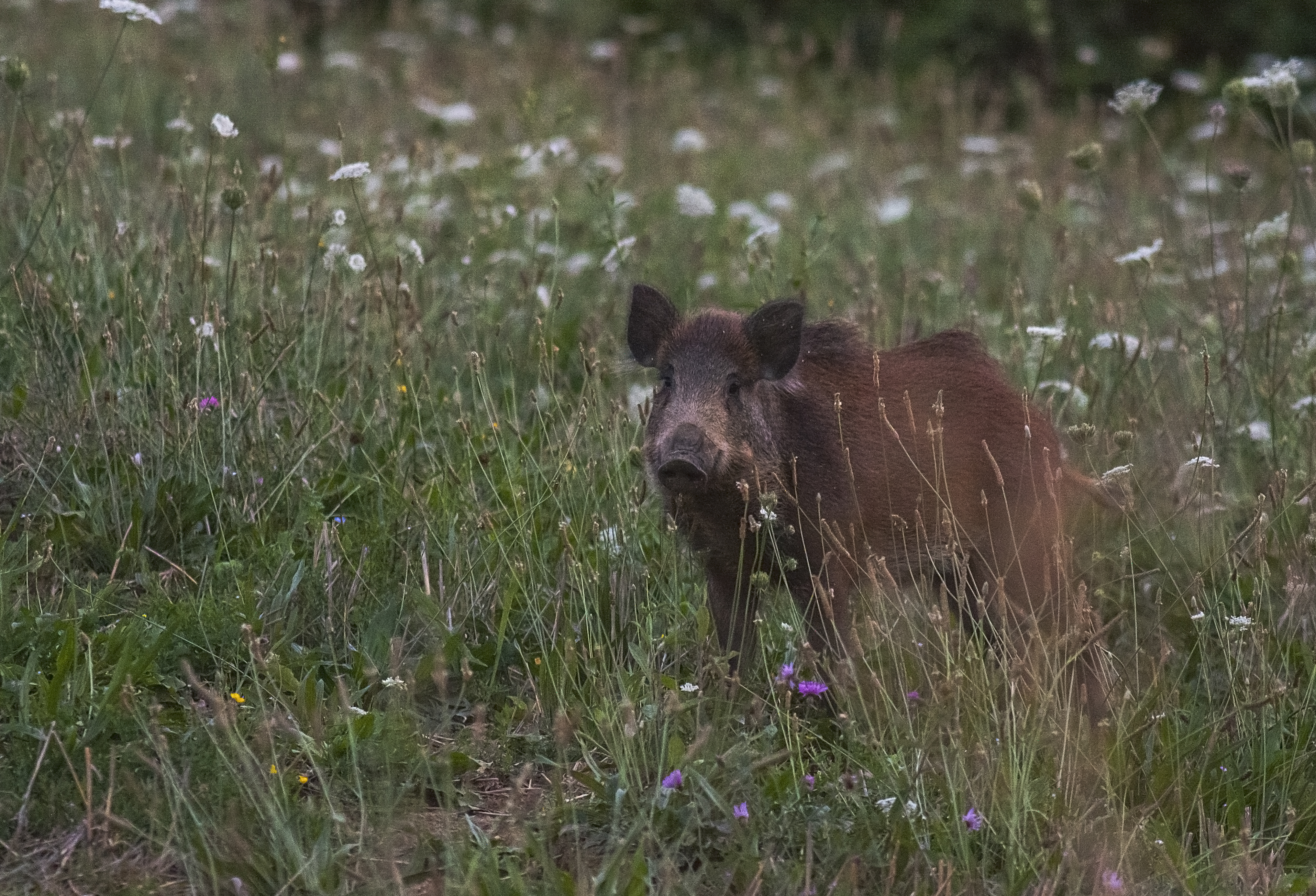

- Biscia : specie dei rettili Squamati appartenente alla famiglia dei Colubridi.
- Riccio: genere dei mammiferi Insettivori appartenente alla famiglia degli Erinaceidi.
- Istrice: genere di mammiferi roditori Simplicidentati appartenente alla famiglia degli Istricidi.
- Daino: genere dei mammiferi Artiodattili appartenenti alla famiglia dei Cervidi.
- Scoiattolo: specie Sciurus, genere dei mammiferi roditori Simplicidentati famiglia degli Sciuridi.
- Cinghiale e Lepre sono presenti in altissime quantità sulle varie zone della pineta.
- Tasso: genere dei Mammiferi Carnivori Mustelidi presente in bassa quantità.

Tra gli uccelli sono presenti:
- Cornacchia: genere degli uccelli Passeriformi ascritto alla famiglia dei Corvidi.
- Picchio: famiglia degli uccelli appartenente all’ordine dei Piciformi; sono diffusi in tutto il mondo.

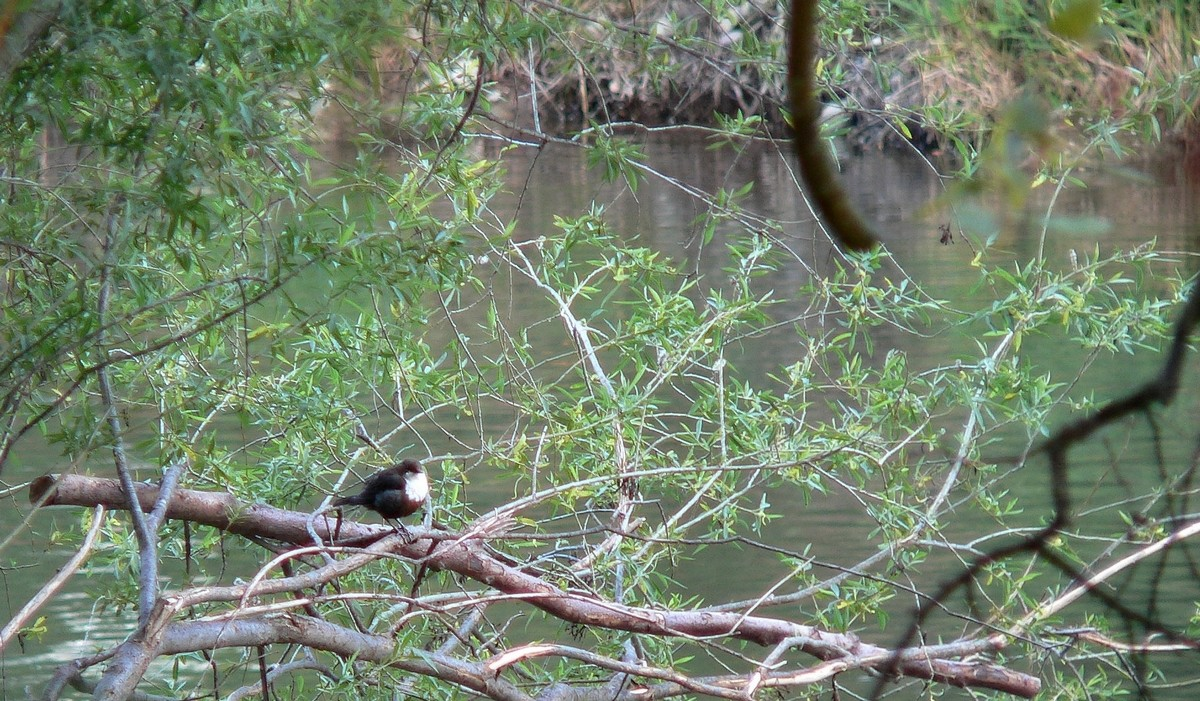

- Merlo (Cinclus Aquaticus): specie degli uccelli Passeriformi appartenente alla famiglia dei Cinclidi.
- Pettirosso: specie degli uccelli Passeriformi appartenente alla famiglia dei Muscicapidi.
- Fagiano: specie degli uccelli Galliformi ascritta alla famiglia dei Fasianidi.
- Storno: famiglia degli uccelli Passeriformi (Sturnidi).
- Beccacce: specie di uccelli Caradriformi ascritta alla famiglia dei Scolopacidi.
- Civetta: specie degli uccelli Strigiformi ascritta alla famiglia degli Strigidi.

## Birdwatching

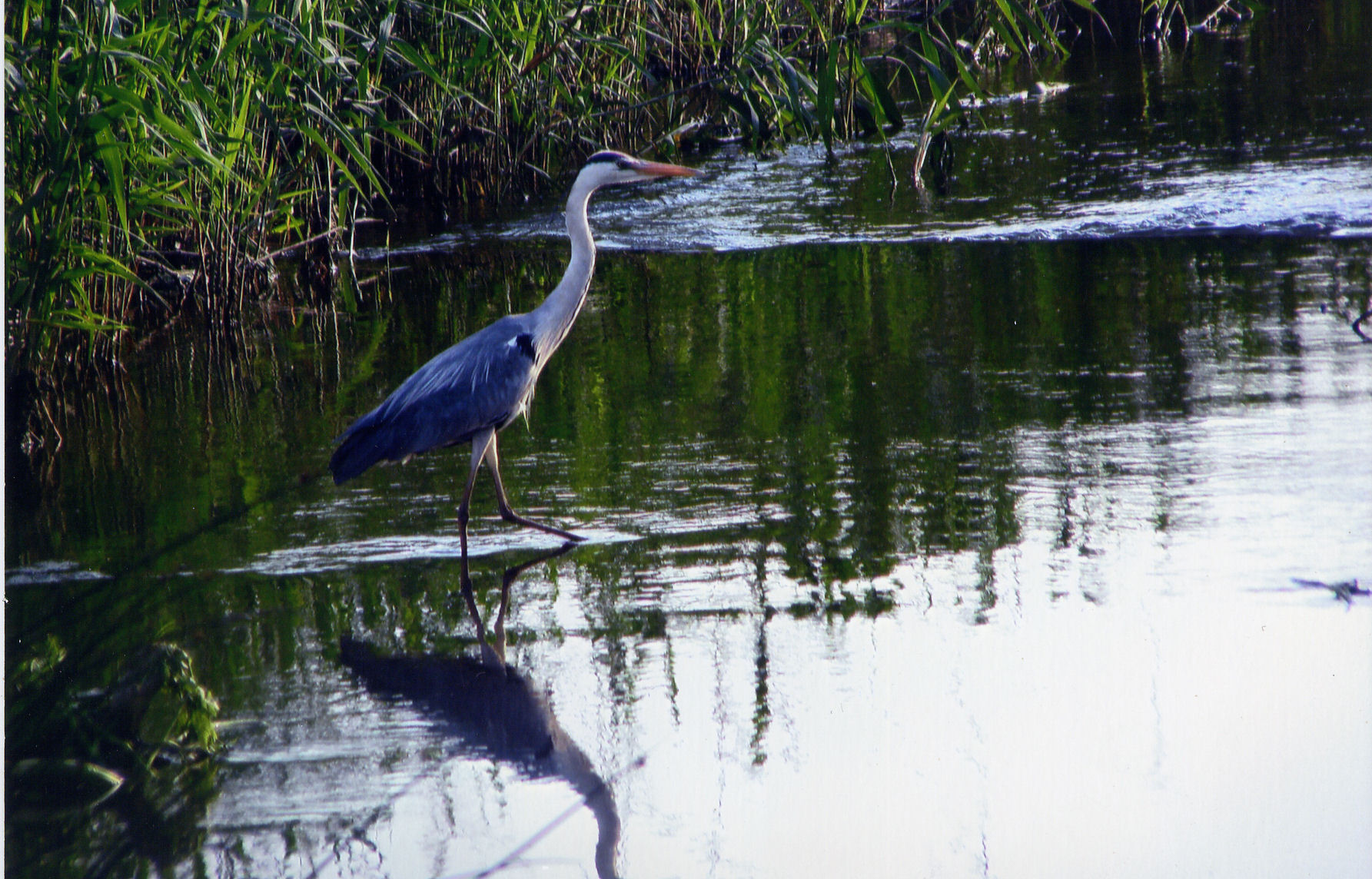

Il Lago di Quarto è una specie di calamita per i birdwatcher durante l'anno. Sulle sue acque, Germano reale, la Folaga, la Gallinella d’acqua, il Porciglione, il Martin pescatore; frequente è l’avvistamento dell’Airone cenerino.
Sono presenti in buona quantità Storni, Beccacce e Beccaccini che si nutrono di vermi e insetti; il Gabbiano è un uccello che viene dal mare ed è molto docile, lo possiamo chiamare il re del lago. Le Anatre selvatiche passano qui di solito due volte all’anno: in autunno ed in marzo.